# Forskningscentralen för jordbruk och livsmedelsekonomi

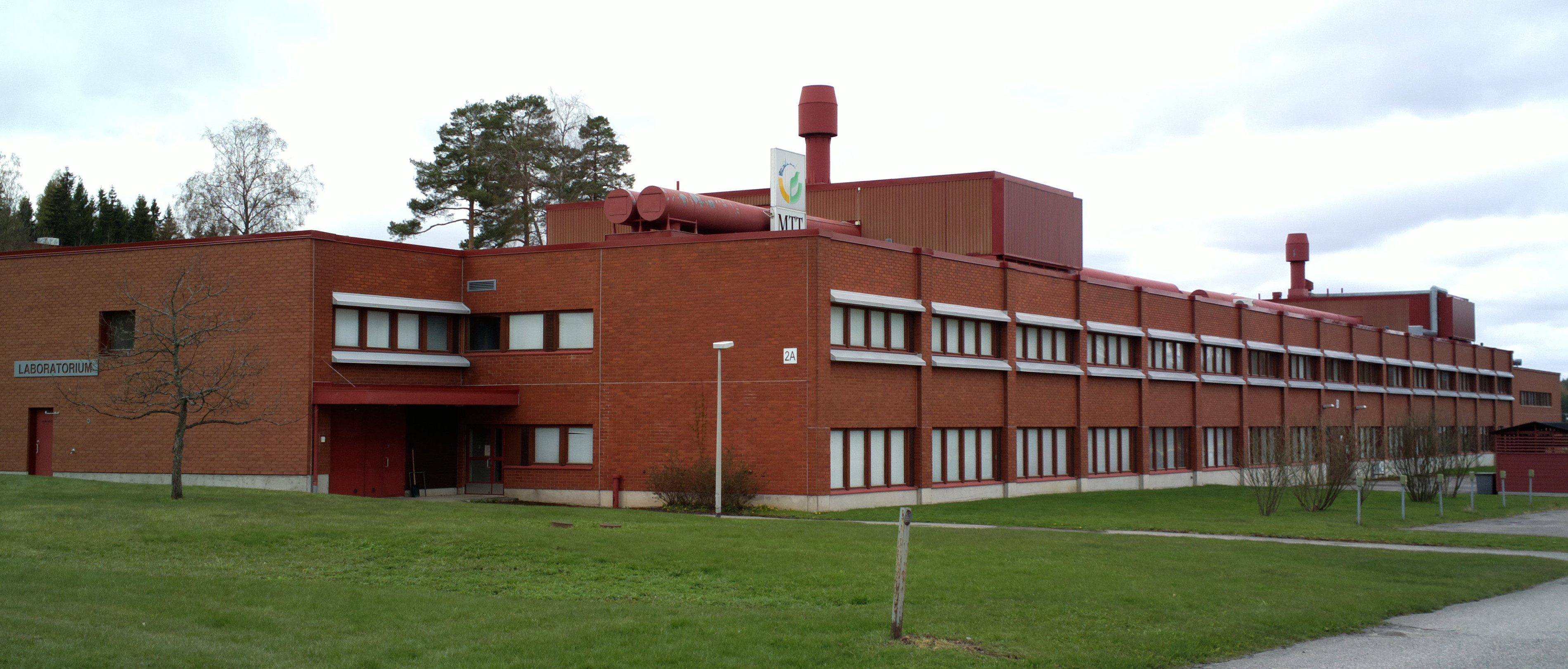
Forskningscentalens huvudsakliga verksamhet bedrivs i Jockis.

Forskningscentralen för jordbruk och livsmedelsekonomi (MTT) i Jockis är en finländsk forskningscentral som grundades 2001 genom sammanslagning av Lantbruksekonomiska forskningsanstalten (grundad 1952) och Lantbrukets forskningscentral (grundad 1898). 
Forskningscentralen för jordbruk och livsmedelsekonomi är en expertorganisation som underlyder jord- och skogsbruksministeriet. Den producerar och förmedlar vetenskapliga forskningsrön samt utvecklar ny teknik. Centrala forskningsområden är livsmedelssektorns konkurrenskraft, produktions- och levnadsmiljöns kvalitet, landsbygdsnäringarnas ekonomi samt konsumtionen. Forskningscentralen har forskningsstationer och -projekt på olika håll i landet, bland annat i Ylistaro, Ruukki och Maaninka samt Rovaniemi. I Jockis, där forskningscentalens huvudsakliga verksamhet bedrivs på Jockis gods, upprätthåller centralen förevisningsparken Elonkierto, som presenterar finländskt jordbruk ur ett historiskt och vetenskapligt perspektiv.